# Taken 2
Pour les articles homonymes, voir Taken.
Série Taken
Taken
(2008) Taken 3
(2014)
Pour plus de détails, voir Fiche technique et Distribution.
Taken 2 (L'Enlèvement 2 au Québec) est un film français d'Olivier Megaton, sorti en 2012.
C'est la suite de Taken de Pierre Morel, sorti en 2008. Il s'agit du troisième plus gros succès français de tous les temps au box office mondial. Le scénario du film est toujours signé par Luc Besson qui est encore producteur du long métrage d'action.

## Synopsis
Un an après avoir réussi à reprendre sa fille des mains de la mafia albanaise, Bryan Mills, ex-agent de la CIA, est en vacances avec sa famille à Istanbul mais doit faire face à Murad, le chef du clan. Ce dernier réclame vengeance après la mort de son fils Marko, tué par Bryan pour sauver sa fille.

## Fiche technique
Sauf indication contraire, les informations mentionnées dans cette section peuvent être confirmées par les bases de données cinématographiques IMDb et Allociné,  présentes dans la section « Liens externes ».
- Titre original français : Taken 2
- Titre québécois : L'Enlèvement 2[1]
- Réalisation : Olivier Megaton
- Scénario : Luc Besson et Robert Mark Kamen, d'après les personnages créés par Luc Besson et Robert Mark Kamen
- Musique : Nathaniel Mechaly
  - Orchestration : Lionel Privat
  - Montage musical : David Menke
- Direction artistique : Christophe Couzon, Dominique Moisan, Nanci Roberts et Atilla Yilmaz
- Décors : Sébastien Inizan
- Costumes : Olivier Bériot et Pamela Lee Incardona
- Maquillage : Myke Michaels
- Coiffures : Frédérique Arguello(France, Turquie), Barbara Dally (Los Angeles)
- Photographie : Romain Lacourbas
- Son : Frederic Dubois, Dean Humphreys, Andrii Trifonov
- Montage : Camille Delamarre et Vincent Tabaillon
- Cascades en voiture : Michel Julienne
- Cascades : participation de Dan Schwarz
- Production : Luc Besson
  - Production exécutive : Franck Lebreton (France), Michael Mandaville (États-Unis) et Diloy Gülün (Turquie)
- Sociétés de production :
  - France : EuropaCorp, M6 Films et Grive Productions, avec la participation de Canal+, M6 et Ciné+
- Sociétés de distribution : EuropaCorp Distribution (France) ; Twentieth Century Fox (États-Unis, Canada) ; Tiglon (Turquie) ; Belga Films (Belgique) ; JMH Distribution (Suisse)
- Budget : 45 millions de $[2]
- Pays de production :  France
- Langues originales : anglais, turc, arabe
- Format : couleur (DeLuxe) - 35 mm - 2,35:1 (CinemaScope - Panavision) - son Dolby Digital / SDDS / DTS / Dolby Atmos / Dolby Surround 7.1 / Auro 11.1
- Genre : action, thriller, policier
- Durée : 92 minutes ; 98 minutes (version longue)
- Dates de sortie[3] :
  - France, Belgique, Suisse romande : 3 octobre 2012[4],[5],[6]
  - États-Unis, Québec, Turquie : 5 octobre 2012[1]
- Classification :
  - France : tous publics avec avertissement[7],[N 1],[N 2]
  - États-Unis : accord parental recommandé, film déconseillé aux moins de 13 ans (PG-13 - Parents Strongly Cautioned)[N 3]
  - Turquie : les téléspectateurs de moins de 13 ans peuvent regarder l'émission, accompagnés de membres de leur famille (13A)
  - Belgique : tous publics (Alle Leeftijden)[5]
  - Suisse romande : interdit aux moins de 14 ans[8]
  - Québec : 13 ans et plus (violence) (13+ / 13 years and over)[1]

## Distribution
- Liam Neeson (VF : Frédéric van den Driessche) : Bryan Mills
- Maggie Grace (VF : Ingrid Donnadieu) : Kim Mills, fille de Bryan
- Famke Janssen (VF : Juliette Degenne) : Lenore Mills, ex-femme de Bryan
- Rade Šerbedžija (VF : Patrick Raynal) : Murad Hoxha, père de Marko
- Leland Orser (VF : William Coryn) : Sam Gilroy, un ancien collègue de Bryan
- Jon Gries (VF : Constantin Pappas) : Mark Casey, un ancien collègue de Bryan
- D. B. Sweeney : Bernie Harris, un ancien collègue de Bryan
- Luke Grimes (VF : Donald Reignoux) : Jamie, le petit-ami de Kim
- Alain Figlarz (VF : lui-même) : Suko, un membre du clan albanais
- Olivier Rabourdin (VF : lui-même) : Jean-Claude Pitrel
- Luenell Campbell : l'inspectrice d'auto-école
- Michaël Vander-Meiren : le chauffeur de Jean-Claude
- Aclan Bates (en) : l'assistant du Cheikh

Source et légende : Version française (VF) sur AlloDoublage.

## Production

### Tournage
Certains raccords du film ont été tournés à la Cité du Cinéma de Luc Besson à Saint-Denis pendant 1 semaine[réf. nécessaire].
Istanbul en Turquie est le décor principal du long métrage.
Plusieurs véhicules du constructeur allemand Mercedes ont été utilisés pour les cascades en voiture du film dirigées par le coordinateur Michel Julienne[réf. nécessaire].

### Bande originale
Bandes originales Taken
Taken
(2008)
La bande originale est composée, comme pour le 1er film par Nathaniel Mechaly. L'album contient, en plus de ses compositions, des chansons déjà existantes. Par ailleurs, deux de ces chansons étaient avant cela sur la bande originale du film américain Drive : A Real Hero de College & Electric Youth et Tick of the Clock Chromatics.
Liste des titres
1. Taken 2
2. The Burial
3. Too Close - Alex Clare
4. Kim and Jamie's Car
5. Let Me - Phoebe Killdeer & the Short Straws
6. Back to Paris
7. Bryan Waiting for Leonore
8. Torture
9. Bagasaz - Kasbah Rockers Feat. Ozgür Sakar
10. Kim and Bryan on the Bosphorus
11. Murad Arrives
12. Pursuit in the Souk
13. Bryan and Leonore Are Taken
14. A Real Hero - College & Electric Youth
15. In the Van
16. Murad Faces Bryan
17. Bryan Escapes
18. Tick of the Clock - Chromatics
19. Kim Hides at the Hotel
20. Bosumus - Sabahat Akkiraz
21. Searching for Leonore
22. Fight in the Mammam
23. Death of Murad
24. Handyman - Henrik Wikstrom / Steve Martin

## Accueil

### Accueil critique
En France, Taken 2 a reçu des critiques globalement négatives de la presse, mais plus positives de la part des spectateurs. Ainsi, en France, sur le site Allociné, si la note moyenne donnée au film par la presse est de 1.7⁄5, lui reprochant notamment de manquer de subtilité ou de suspense, les spectateurs le notent en moyenne 3,3⁄5.
Aux États-Unis le film vit le même paradoxe, en essuyant les mêmes critiques de la part de la presse, tout en ayant un grand succès au box-office. Les critiques sur le site Rotten Tomatoes sont dans 22 % des cas seulement positives, pour une note moyenne de 4,2⁄10, tandis que les spectateurs sont bien plus cléments, avec 56 % d'avis positifs, et une note moyenne de 3,4⁄5. Les avis sur le site Metacritic sont très mitigés : 8 avis positifs, 19 avis mitigés, et 8 avis négatifs ; la note moyenne des utilisateurs de ce site est de 5,7⁄10.

### Box-office
En France, le film dépasse 1,2 million d'entrées pour sa première semaine d'exploitation. C'est le 6e meilleur démarrage d'un film sorti en 2012. Dès lors, la suite dépasse le premier film qui avait totalisé 1 018 518 entrées en France. Après sa seconde semaine d'exploitation, il avoisine les 2 millions d'entrées. En fin d'exploitation dans les salles, 7 semaines après sa sortie, Taken 2 enregistre 2 904 902 entrées ce qui en fait le 13e plus important succès au box-office français de l’année 2012.
Aux États-Unis, le film réalise le meilleur démarrage d'un film français lors de son premier week-end d'exploitation avec près de 50 millions de dollars. Le film reste en tête du box-office américain pour son second week-end. Au 31 décembre 2012, le film aura rapporté près de 139 millions de dollars aux États-Unis, ce qui fait de Taken 2 le 20e plus important succès au box-office américain en 2012. Il termine son exploitation en février 2013 avec 139 854 287 dollars ce qui en fait le 2e plus gros succès au box-office américain pour un film français derrière Taken et ses 145 000 989 dollars en juin 2009.
Dans le monde entier, le film produit par Luc Besson a engrangé plus de 376 100 000 $, il devient donc, derrière Intouchables, le deuxième film français le plus lucratif de tous les temps. Il est, en revanche, le film français qui a rapporté le plus d’argent à l’étranger avec plus de 351 millions de dollars au box-office international contre les 260 millions de dollars d’Intouchables.
| Pays ou région    | Box-office        | Date d'arrêt du box-office | Nombre de semaines |
| ----------------- | ----------------- | -------------------------- | ------------------ |
| États-Unis Canada | 139 854 287 $,    | 21 février 2013            | 20                 |
| France            | 2 903 637 entrées | 4 décembre 2012            | 9                  |
| Total mondial     | 376 141 306 $     | 24 février 2012            | -                  |

## Distinctions

### Sélection2012
- Festival du cinéma américain de Deauville : premières - hors compétition pour Olivier Megaton

### Nomination2012
- Irina Palm d'Or  : pire acteur britannique pour Liam Neeson

### Récompense2013
- BMI Film and TV Awards : Prix BMI de la meilleure musique de film pour Nathaniel Méchaly

### Nominations2013
- Academy of Science Fiction, Fantasy and Horror Films - Saturn Awards : meilleur film d'action ou d'aventure
- Golden Trailer Awards : meilleur spot télévisé pour un thriller

## Éditions en vidéo
- En France, le film Taken 2 est sorti en DVD[25], Blu-ray[26] et en édition limitée boîtier SteelBook Blu-ray + DVD[27] le 6 février 2013. Le film est également sorti en VOD le 1er mai 2016[4].
- Au Québec, le film est sorti en DVD le 15 janvier 2013[1].

## Suite
Alors que Liam Neeson annonce être opposé à un 3e film, le coscénariste Robert Mark Kamen déclare que « lorsque nous avons vu à quel point Taken 2 cartonne en salles, nous avons immédiatement commencé à travailler sur une suite. La Fox y tient beaucoup. Nous allons faire prendre à ce troisième opus une nouvelle direction ».
Le 25 juin 2013 on apprend que Liam Neeson a signé pour cette suite, s'intitulant Taken 3. Robert Mark Kamen rempile également à la plume, tout comme le producteur Luc Besson.
Les actrices Famke Janssen et Maggie Grace sont, quant à elles, en négociation pour rejoindre le tournage du troisième film.
Le tournage de Taken 3 a débuté en avril 2014. Taken 3 est sorti en France le 21 janvier 2015.